# ABCA3
ABCA3, ATP-binding cassette sub-family A member 3 ("3 transporter ABC podrodziny A") – białko kodowane u człowieka genem ABCA3.
To białko błonowe należy do nadrodziny transporterów ABC. Są to białka transportujące różne cząsteczki poprzez błony komórkowe i wewnątrzkomórkowe. Geny ABC podzielono na 7 różnych podrodzin: ABC1, MDR/TAP, MRP, ALD, OABP, GCN20, White. Rzeczone białko zalicza się do podrodziny ABC1. Jej członkowie tworzą jedyną większą podrodzinę znajdywaną wyłącznie u eukariotów wielokomórkowych. Transporter kodowany przez ten gen może brać udział w rozwoju oporność na ksenobiotyki i pochłanianie pozostałości podczas apoptozy.
Dokładna funkcja tego białka nie została poznana. Wiadomo natomiast o mutacjach tego genu wiążących się z zespołem zaburzeń oddychania noworodka, śmiertelnym w skutkach.